# Als de eerste sneeuw valt
Als de eerste sneeuw valt is een lied van de Nederlandse zangeres Emma Heesters. Het werd in 2020 als single uitgebracht.

## Achtergrond
Als de eerste sneeuw valt is geschreven door Guus Mulder, Yoshi Breen, Jonas Kröper en Emma Heesters en geproduceerd door Mulder, Breen en Kröper. Het is een kerstlied uit het genre nederpop. Het is de eerste keer dat de zangeres een kerstlied uitbrengt. Naar eigen zeggen is de zangeres "mega fan" van kerst en wilde ze met het lied het kerstgevoel aan mensen geven. Het lied was voor de zangeres een afsluiter van een succesvol jaar waarin ze scoorde met de hits Loop niet weg en Waar ga je heen.

## Hitnoteringen
Het lied stond enkel genoteerd in de Nederlandse Top 40. Hierin was het drie weken te vinden waarin het piekte op de 31e plek.